# Marianopoli
Marianopoli is een gemeente in de Italiaanse provincie Caltanissetta (regio Sicilië) en telt 2175 inwoners (31-12-2004). De oppervlakte bedraagt 13,0 km², de bevolkingsdichtheid is 167 inwoners per km².

## Demografie
Marianopoli telt ongeveer 932 huishoudens. Het aantal inwoners daalde in de periode 1991-2001 met 11,7% volgens cijfers uit de tienjaarlijkse volkstellingen van ISTAT.
| Jaar | Inwoneraantal |
| ---- | ------------- |
| 1991 | 2675          |
| 2001 | 2362          |

## Geografie
De gemeente ligt op ongeveer 720 m boven zeeniveau.
Marianopoli grenst aan de volgende gemeenten: Caltanissetta, Mussomeli, Petralia Sottana (PA), Villalba.